# Carex shanghaiensis
Carex shanghaiensis là một loài thực vật có hoa trong họ Cói. Loài này được S.X.Qian & Y.Q.Liu mô tả khoa học đầu tiên năm 1999.